# Loos-en-Gohelle
Loos-en-Gohelle är en kommun i departementet Pas-de-Calais i regionen Hauts-de-France i norra Frankrike. Kommunen ligger i kantonen Lens-Nord-Ouest som tillhör arrondissementet Lens. År 2022 hade Loos-en-Gohelle 6 850 invånare.

## Befolkningsutveckling
Antalet invånare i kommunen Loos-en-Gohelle
| Referens: INSEE |